# Chilomycterus spinosus
Baiacu-de-espinho-sul-americano (nome científico: Chilomycterus spinosus) é uma espécie de peixe da família dos diodontídeos (diodontidae) e da ordem dos tetraodontiformes. É um peixe de águas salgadas subtropicais de até 28 centímetros de comprimento, 12 gramas de massa e corpo coberto espinhos. É registrado nas águas da Venezuela até a Argentina e em Trindade.
No Brasil, é muito comum ser mantido em aquários, pois é uma espécie de baixa manutenção. Em aquário, o baiacu-de-espinho-sul-americano tem o costume de nadar na meia-água e beliscar as rochas em procura de alimento, não é recomendável manter junto com crustáceos, pois faz parte da alimentação do baiacu. Mas pode ser mantido com outros peixes, como peixes-anjo (Pomacanthidae), peixes-borboleta (Chaetodontidae), moréias (Muraenidae), entre outros.